# Upstalsboom

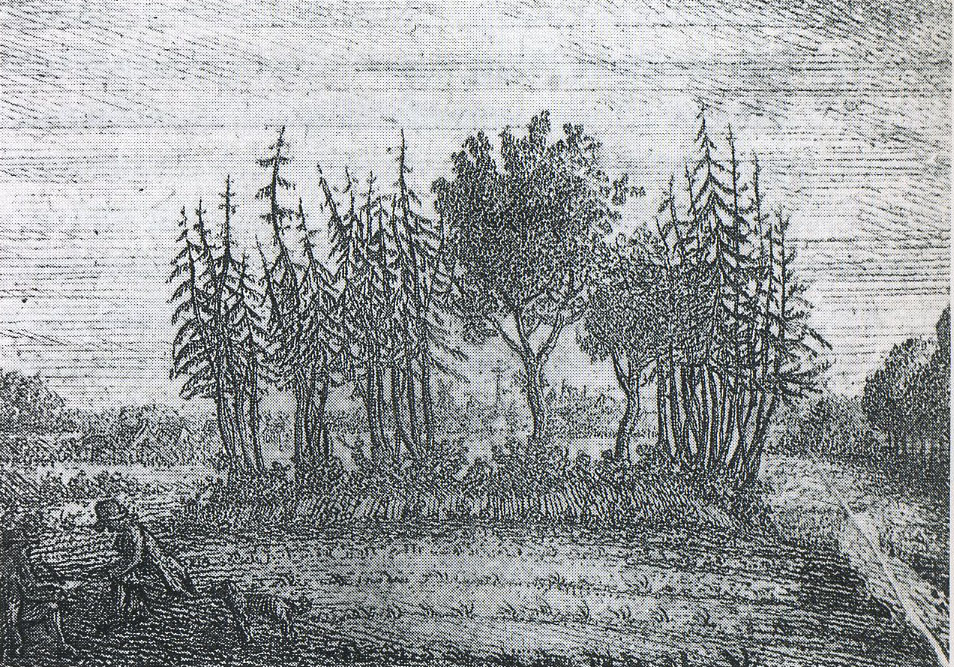
Oudst bekende afbeelding van de Upstalsboom door C.B. Meyer (1790)

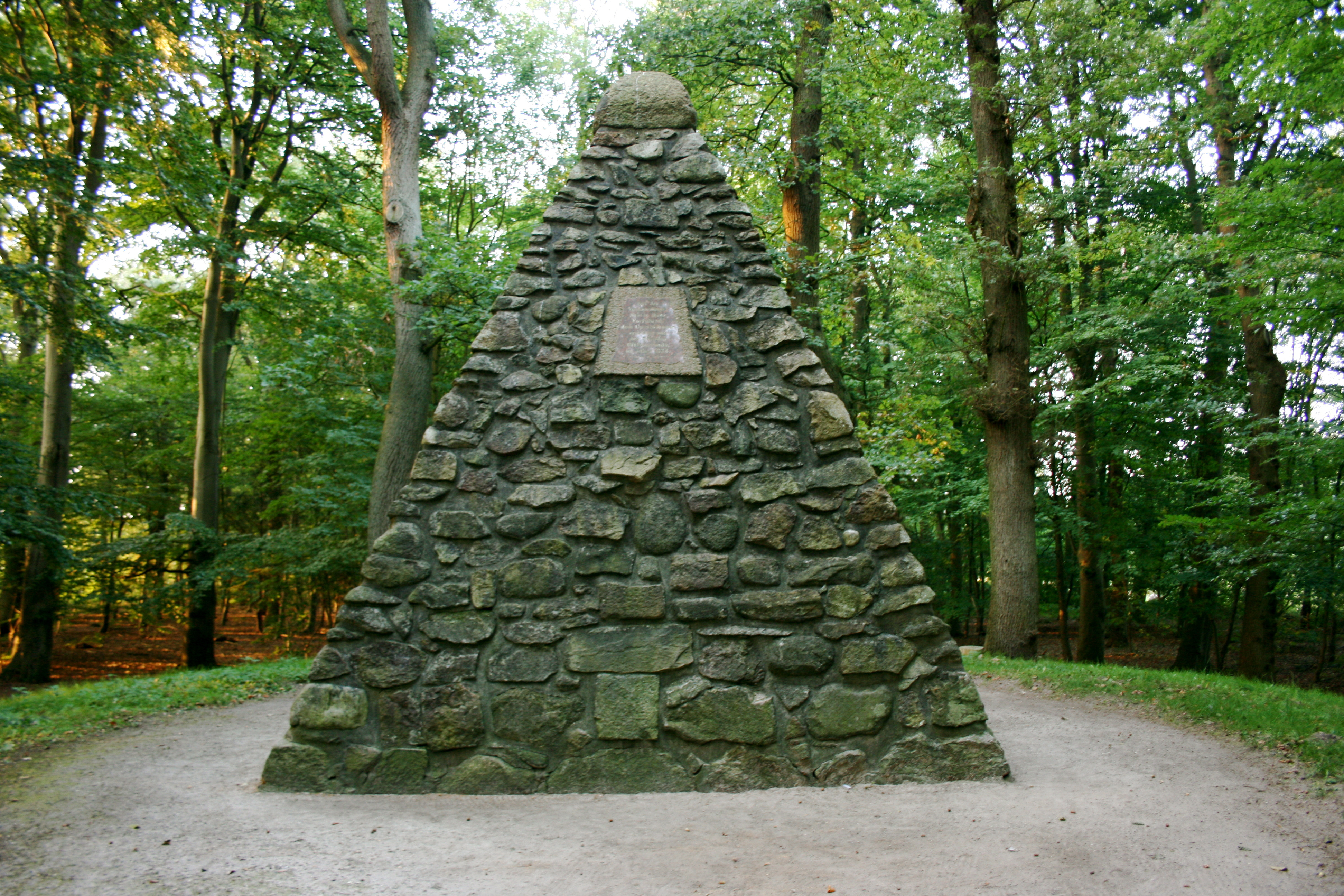
Huidige toestand van de Upstalsboom met piramide

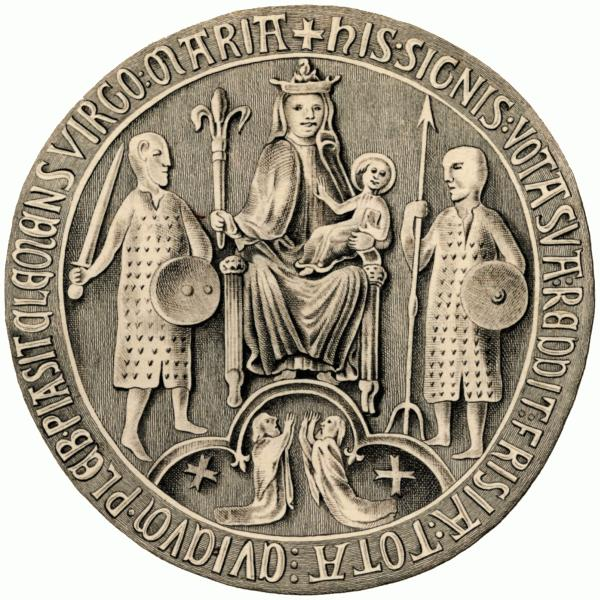
Zegel van het verbond van de Upstalsboom (1324)

De Upstalsboom, Opstalsboom of Opstalboom, Oudfries Upstallesbâm is de naam van een oude 'rechtsplaats' bij Aurich in Oost-Friesland. De Upstalsboom was in de tijd van de Friese Vrijheid plaats van samenkomst van afgezanten uit alle Friese gebieden. Zij overlegden daar en vormden het hoogste beroepsorgaan bij geschillen.

## Beschrijving
De rechtsplaats is gesitueerd op een natuurlijke verhoging in het landschap. Op deze plaats bevindt zich een grafheuvel uit de vroege middeleeuwen. Boven op de grafheuvel stonden vroeger enkele eiken of eikenstobben. De naam Upstalsboom is niet met zekerheid te duiden. Bij de uitgang -boom hoeft het echter niet per se om een levende boom te gaan, het kan ook gaan om een bewerkt stuk hout, zoals een grenspaal, een afsluitboom of een paal waaraan het vee kan worden aangebonden. Het woord opstal heeft een Zuid-Nederlandse oorsprong en betekent een 'omheind perceel dat de dorpsgemeenschap als gemeenschappelijk weidegebied gebruikt'.
De plaats was vroeger zowel via het water als via het land goed bereikbaar. In 1833 is ter herinnering aan de historische betekenis van de Upstalsboom boven op de grafheuvel een piramide van zwerfstenen gebouwd en is er een park aangelegd.

## Geschiedenis
Afgevaardigden van de Friezen troffen elkaar in de twaalfde en dertiende eeuw bij de Upstalsboom, om recht te spreken, besluiten te nemen en zo nodig hun autonomie (de zogenoemde 'Friese vrijheid') te verdedigen. De bijeenkomsten vonden eens per jaar plaats op de dinsdag na Pinksteren. De afgevaardigden werden met Pasen in hun thuisland gekozen en werden gezworenen genoemd.
De eerst bekende bijeenkomst vond plaats in 1156 om onenigheid tussen twee Oost-Friese gebieden te slechten. Aan de hand van oorkonden zijn bijeenkomsten bij de Upstalsboom tussen 1216-1231 en van 1323-1327 aangetoond.
In deze laatste periode werden de akten bezegeld met een grootzegel met een doorsnede van 12 cm (zie afbeelding). In 1323 werden de Willekeuren van de Upstalsboom aangenomen, een poging tot unificatie van het Friese recht. In 1327 werden op de vergadering van de Upstalsboom de stadsrechten van Appingedam bevestigd en bekrachtigd. In maart 1338 sloten de 'rechters, raadsheren en gemeenschappen van alle Friese landen', verzameld in Appingedam, een verdrag met de koning van Frankrijk, dat eveneens met het zegel van de Upstalsboom werd bekrachtigd. Dat is vermoedelijk de laatste formele bijeenkomst die heeft plaatsgevonden.
Nadien zijn er nog diverse pogingen ondernomen door middel van verdragen het verbond nieuw leven in te blazen. Zo vond op 9 september 1361 in de stad Groningen een bijeenkomst plaats waaraan werd deelgenomen door rechters van Westergo, Oostergo, Humsterland, Hunsingo, Fivelingo, het Oldambt, Reiderland, Emsigerland en Broekmerland, samen met kloosteroversten en andere geestelijken. Hierbij werd besloten het legendarische verbond van de Upstalsboom voor een periode van zes jaar te hernieuwen, waarbij tevens werd afgesproken dat de vergaderingen voortaan elk jaar in de Der Aa-kerk in Groningen zouden plaatsvinden. Een groot aantal verdragen en bijeenkomsten werden in de jaren erna gesloten.
Opmerkelijk hierbij is dat het rechtsgebied hier het huidige Friesland, Groningen en het westen van Oost-Friesland betrof, terwijl daarvoor het gebied van de Upstalsboom zich veel verder naar het oosten uitstrekte. Als voortzetting van het vredesverbond van de Upstalsboom kunnen ook de Willekeuren van Focko Ukena uit 1428 en de landvredes die in 1435 en 1482 onder het gezag van de stad Groningen tot stand kwamen, gelden.
In latere eeuwen is het gegeven van de Upstalsboom door diverse meer en minder nationalistische groeperingen aangegrepen om het gevoel van de groot-Friese nationaliteit en eenheid aan te wakkeren.